# Izumi (Kagoshima)
Izumi (jap. 出水市, -shi) ist eine Stadt in der Präfektur Kagoshima in Japan.

## Geografie
Die Stadt liegt an der Yatsushiro-See.

## Geschichte
Die heutige Gemeinde entstand am 13. März 2006 aus der Vereinigung des alten Izumi mit den Städten Noda (野田町, -chō) und Takaono (高尾野町, -chō) aus dem Landkreis Kagoshima. Damit bestand der Landkreis nur noch aus einer Gemeinde – Nagashima.

## Verkehr
- Straße:
  - Nationalstraße 3: nach Kagoshima oder Kitakyūshū
- Zug:
  - JR Kyūshū-Shinkansen
  - JR Kagoshima-Hauptlinie: nach Kagoshima oder Kitakyūshū

## Angrenzende Städte und Gemeinden
- Präfektur Kagoshima
  - Ōkuchi
  - Akune
  - Satsumasendai
  - Satsuma
- Präfektur Kumamoto
  - Minamata

## Söhne und Töchter der Stadt
- Sadanori Nakamure (* 1933), Jazzgitarrist
- Yūki Nagahata (* 1989), Fußballspieler
- Keisuke Ōsako (* 1999), Fußballspieler

## Galerie

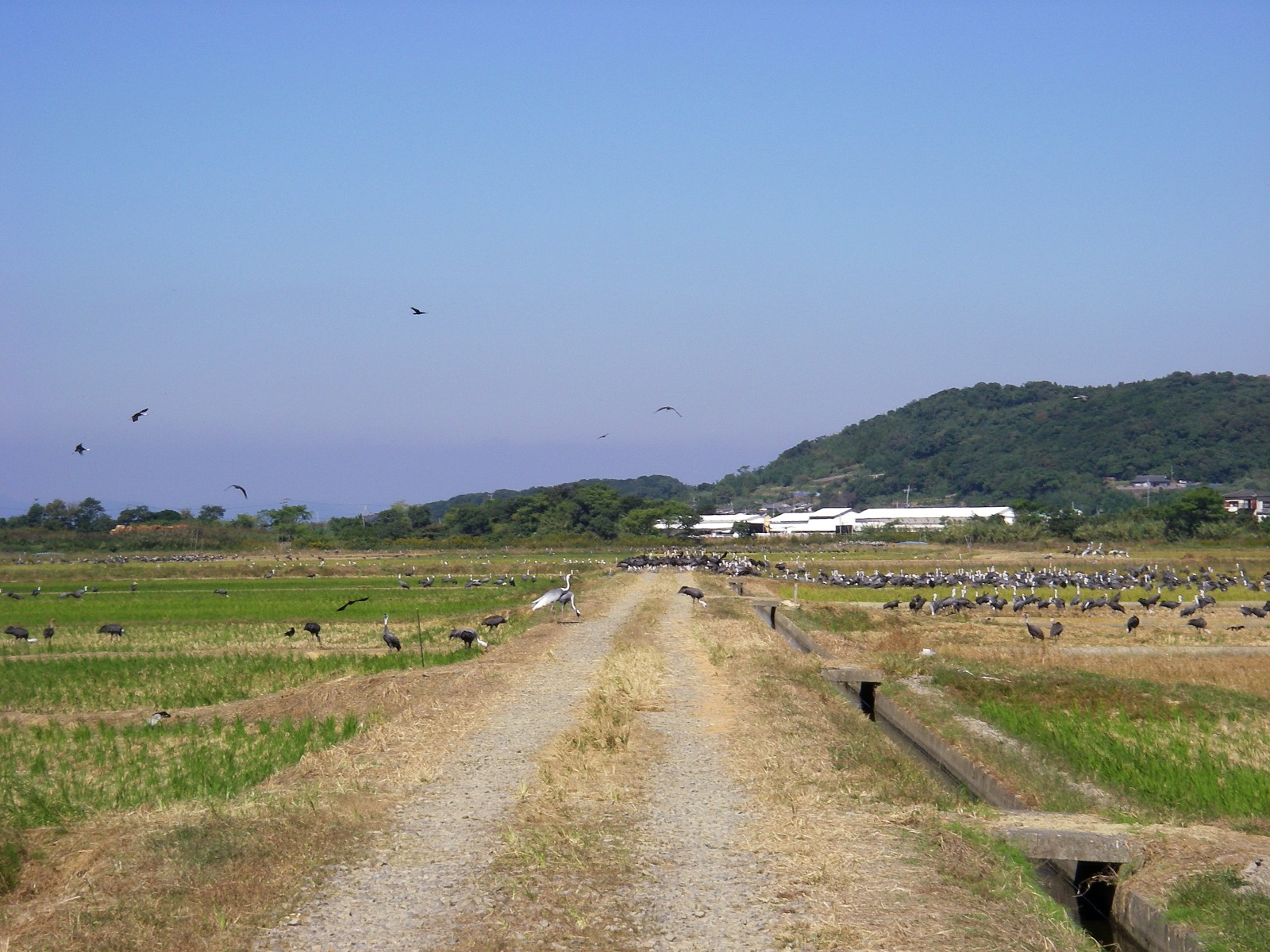
Kraniche in Izumi